# 道格拉斯 (北达科他州)
道格拉斯（英語：Douglas），是美国北达科他州下属的一座城市。根据2010年美国人口普查，该市有人口64人。